# Kristian Jørgensen

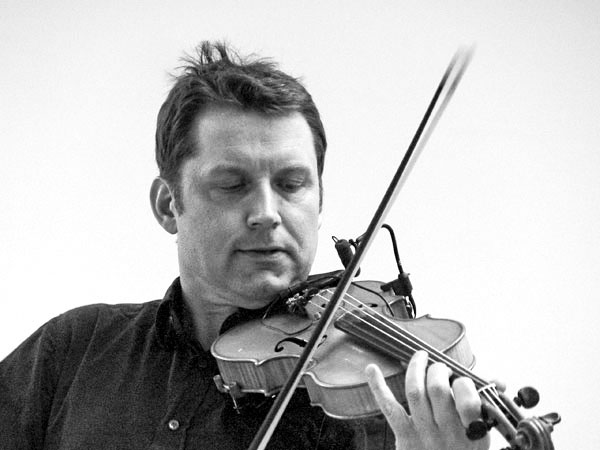
Kristian Jørgensen (2012)

Kristian Jørgensen (* 18. September 1967 in Hillerød; † 14. Januar 2025) war ein dänischer Jazzgeiger. Nordische Musik zufolge zählt er zu den besten Jazzgeigern der Welt.

## Leben und Wirkung
Jørgensen, der in einer Musikerfamilie aufwuchs, erhielt ab dem Alter von 8 Jahren Geigenunterricht. Mit 15 Jahren war er mit Pianist Duke Jordan im Aufnahmestudio (Jealousy). Bis 1992 studierte er auf dem Rytmisk Musikkonservatorium in Kopenhagen.
Später arbeitete er mit vielen weiteren Musikern wie Kirk Lightsey, Lars Jansson, Severi Pyysalo oder Andreas Öberg. Er leitete sein Kristian Jørgensen Quartet und gehört zum Tango Orkestret, das die Werke von Astor Piazzolla interpretiert. Auch bildete er ein Trio mit dem amerikanischen Gitarristen Paul Banks und dem Akkordeonisten Thor Backhausen.
Unter eigenem Namen veröffentlichte Jørgensen fünf Alben, darunter Meeting Monty mit dem Pianisten Monty Alexander auf Stunt Records. Auch spielte er Tonträger mit dem Tango Orkestret ein und trug zu Alben von Dalia Faitelson, Mikael Simpson, Ernesto Snajer/Palle Windfeldt, Donau Swing und Dorado Schmitt (Claire de Lune) bei. Er lehrte auch am Rytmisk Musikkonservatorium.

## Preise und Auszeichnungen
Jørgensen erhielt 1983 den Sørens Penge. 1993 wurde er mit dem Ben Webster Prize ausgezeichnet. 1998 erhielt er den JASA-Preis. Mit dem Tangoorkestret wurde er mit dem Kulturpreis Trommen geehrt.